# 湯布院町川南
湯布院町川南（ゆふいんちょうかわみなみ）とは、大分県由布市内の大字。郵便番号は879-5103。

## 地理
由布市の北西部に位置する。大分川の左岸、湯布院盆地の東端にあたる。湯布院町の中心部を形成しており、ホテルや旅館をはじめ、住宅街となっている。湯布院町中川、湯布院町川北、湯布院町川上と接する。

## 歴史
- 1889年4月1日 - 町村制の施行により、北由布村・南由布村が発足。（速見郡北由布村・南由布村）
- 1936年4月1日 - 北由布村・南由布村が合併し、由布院村が成立。（速見郡由布院村）
- 1947年1月1日 -  町制施行により速見郡由布院町が成立。（速見郡由布院町）
- 1950年1月1日 - 由布院町が速見郡から大分郡に所属変更。（大分郡由布院町）
- 1955年1月1日 - 由布院町と湯平村が合併し、湯布院町が成立。（大分郡湯布院町大字川南）
- 2005年10月1日 - 挾間町・庄内町・湯布院町で新設合併、市政施行で由布市が成立。大字表記および、小字、番地の「の」が廃止される。（由布市湯布院町川南）[3]。

## 小・中学校の学区
市立小・中学校に通う場合、学区は以下の通りとなる。
| 町名         | 小学校               | 中学校               |
| ------------ | -------------------- | -------------------- |
| 湯布院町川南 | 由布市立由布院小学校 | 由布市立湯布院中学校 |

## 交通

### 鉄道
JR久大本線が通過するが駅の設置はない。最寄り駅は由布院駅。

### バス
由布市が運営するコミュニティバスが運行されている。

### 道路
- 国道210号
- 大分県道・熊本県道11号別府一の宮線
- 大分県道617号鳥越湯布院線

## 施設
- JCHO湯布院病院
- 旧日野医院
- 日野病院